# Жукова, Анастасия Александровна
Анастасия Александровна Жукова (родилась 6 марта 1991) — российская гребчиха.

## Биография
Участница чемпионата мира 2013 года, где российская восьмёрка стала восьмой.
Участница двух чемпионатов Европы. Бронзовый призёр чемпионата Европы 2013 года в гонке восьмёрок.
Вице-чемпион мира на молодёжном чемпионате 2013 года и бронзовый призёр молодёжного чемпионата мира 2012 года.